# Charles-François de La Rochefoucauld-Bayers
Pour les articles homonymes, voir La Rochefoucauld.
Pour les autres membres de la famille, voir Maison de La Rochefoucauld.
Charles-François de La Rochefoucauld-Bayers (ou du « Breuil ») (Commequiers, 3 mai 1753 – 31 décembre 1819), est un prélat et homme politique français des XVIIIe et XIXe siècles.

## Biographie
Né à Saint-Pierre-Commequiers (Vendée) le 3 mai 1753 de Jacques-Louis Ier de La Rochefoucauld (1717-1798), seigneur de Beaulieu, et de Suzanne Poictevin du Plessis-Landry de La Rochette (1725-1793), Charles-François de La Rochefoucauld-Bayers était, avant la Révolution française, curé de Saint-Gilles, abbé commendataire de Preuilly, puis vicaire général d'Aix.
Il fut élu, le 26 mars 1789, par le bailliage de Provins, député du clergé aux États généraux. Son rôle parlementaire fut très effacé.
Il se tint par la suite à l'écart. Sous le Premier Empire, il était chanoine titulaire de la métropôle de Bourges. Décoré de la Légion d'honneur le 26 mars 1811, il aurait été fait chevalier de l'Empire[réf. à confirmer],.